# Grupo Capoeira Brasil
Grupo Capoeira Brasil – organizacja zajmująca się nauczaniem i propagowaniem afro–brazylijskiej sztuki walki, capoeira. 

## O Grupo Capoeira Brasil
Organizacja została założona 14 stycznia 1989 roku w Rio de Janeiro, w Brazylii, przez 3 mestres (mistrzów): Paulão, Paulinho Sabiá i Boneco. Wszyscy trzej mistrzowie pochodzą z grupy Senzala, w której uzyskali stopnie mistrzowskie. Organizacja zrzesza mistrzów, profesorów i instruktorów, którzy nauczają w wielu stanach Brazylii oraz za granicą. Hierarchia w grupie określana jest na podstawie kolorowych cordão (sznurów - odpowiednik pasów we wschodnich sztukach walki). Jako pierwsza grupa wprowadziła czarne cordão, jako hołd dla Zumbi dos Palmares i wszystkich Murzynów, którzy są ważni w historii Capoeira. 

### Filozofia
- Utrzymywanie tradycji wszelkich rodzajów Capoeira,
- Propagowanie i przekazywanie Capoeira jako jednego z najlepszych aspektów kultury Brazylii,
- Dla grupy, Capoeira oznacza: sport, śpiew, muzykę, grę na instrumentach, klaskanie, taniec, Mandinga (czyli czar), tempo, rytm, dyscyplinę, hierarchię, tradycyjne stroje i zabawę,
- Przekraczanie granic, uzyskując dowartościowanie i uznanie dla kultury Brazylii,
- Troszczenie się o to, by Capoeiristas byli na najwyższym poziomie: technicznym, pedagogicznym, edukacyjnym oraz moralnym,
- Cechy globalne i ogólne grupy muszą cieszyć się przewagą nad cechami osobistymi każdego człowieka.

### Gradacja
Kolory cordão i tytuły (język portugalski):
1. biały lub niebielony (branca/crua) – początkujący (iniciante)
2. żółty i biały (amarela/branco)
3. żółty (amarela)
4. pomarańczowy i biały (laranja/branco)
5. pomarańczowy (laranja)
6. niebieski i czerwony (azul/vermelho) – graduado, mogą uczyć się nauczania i pomagać początkującym
7. niebieski (azul) – instruktor (instrutor), mogą dawać lekcje
8. zielony (verde) – instruktor
9. fioletowy (roxo) – nauczyciel (professor)
10. brązowy (marrom) – formando
11. czarny (preto) – początkowo formado, następnie mistrz (mestre)